# Eleição municipal de Pinhais em 2012
A eleição municipal da cidade de Pinhais em 2012 ocorreu no dia 7 de outubro (primeiro turno) e elegeu um prefeito, um vice-prefeito e 17 vereadores responsáveis pela administração da cidade, que se iniciou em 1° de janeiro de 2013 e com término em 31 de dezembro de 2016.

## Candidatos a prefeito
Nota: a tabela a seguir está organizada por ordem alfabética de candidatos.
| Prefeito(a)          | Prefeito(a) | Prefeito(a) | Vice-prefeito(a)               | Vice-prefeito(a) | Vice-prefeito(a) | Número eleitoral | Coligação |
| Candidato(a)         | Partido     | Partido     | Candidato(a)                   | Partido          | Partido          | Número eleitoral | Coligação |
| -------------------- | ----------- | ----------- | ------------------------------ | ---------------- | ---------------- | ---------------- | --- |
| Antonio Flávio Borri |             | PSDB        | Marcos Renan de Mattos Ceschin |                  | PSDB             | 45               | (Partido isolado) |
| José Martins Caitano |             | PRP         | Edson José Pereira Gomes       |                  | PRP              | 44               | (Partido isolado) |
| Luiz Goularte Alves  |             | PT          | Marly Paulino Fagundes         |                  | PDT              | 13               | Avante Pinhais (PRB, PP, PDT, PT, PTB, PMDB, PSL, PTN, PSC, PR, PPS, DEM, PSDC, PRTB, PHS, PMN, PTC, PSB, PV, PSD, PCdoB) |

## Resultados

### Prefeitura
Fonte: TSE
| Candidato(a)        | Vice                        | 1º turno 07 de outubro de 2012 | 1º turno 07 de outubro de 2012 |
| Candidato(a)        | Vice                        | Votos                          | Porcentagem                    |
| ------------------- | --------------------------- | ------------------------------ | ------------------------------ |
| Luizão Goulart (PT) | Marli Paulino (PDT)         | 62.802                         | 93,77%                         |
| Flávio Borri (PSDB) | Marcos Renan Ceschin (PSDB) | 3.596                          | 5,37%                          |
| José Martins (PRP)  | Edson (PRP)                 | 579                            | 0,86%                          |
| Total               | Total                       | 66.977                         | 100%                           |

### Câmara dos Vereadores
Fonte: TSE
| Candidato(a)                   | 1º turno 07 de outubro de 2012 | 1º turno 07 de outubro de 2012 |
| Candidato(a)                   | Votos                          | Porcentagem                    |
| ------------------------------ | ------------------------------ | ------------------------------ |
| Binga (PPS)                    | 1.698                          | 2,45%                          |
| Profª Rosa Maria (PT)          | 1.437                          | 2,08%                          |
| Silvio Star (PPS)              | 1.201                          | 1,73%                          |
| Joãozinho Riberio (PSB)        | 1.177                          | 1,70%                          |
| Gilberto do PT (PT)            | 1.159                          | 1,67%                          |
| Airton (PSC)                   | 1.110                          | 1,60%                          |
| Tavinho (PT)                   | 1.109                          | 1,60%                          |
| Jane Carteira (PR)             | 1.107                          | 1,60%                          |
| Seu Oswaldo da Igreja (PT)     | 1.105                          | 1,60%                          |
| Leonildo Gordo (PRB)           | 1.085                          | 1,57%                          |
| Zezinho (PMDB)                 | 988                            | 1,43%                          |
| Marcia Ferreira (PMDB)         | 982                            | 1,42%                          |
| Prof Demetrio (PP)             | 961                            | 1,39%                          |
| Ari Valdir (PSDC)              | 789                            | 1,14%                          |
| Marcinho (PDT)                 | 782                            | 1,13%                          |
| Passarinho (PSC)               | 772                            | 1,11%                          |
| Cecilia Padovan da Saúde (PDT) | 754                            | 1,09%                          |
| Total                          | 18.215                         | 26,31%                         |

#### Por partido
| Partidos | Partidos | Votos | % de votos | Assentos | % de assentos | +/– |
| -------- | -------- | ----- | ---------- | -------- | ------------- | --- |
|          | PT       | 4.810 | 6,95%      | 4        | 23,53%        | +1  |
|          | PPS      | 2.899 | 4,18%      | 2        | 11,76%        | 0   |
|          | PMDB     | 1.970 | 2,85%      | 2        | 11,76%        | 0   |
|          | PSC      | 1.882 | 2,71%      | 2        | 11,76%        | +1  |
|          | PDT      | 1.536 | 2,22%      | 2        | 11,76%        | +2  |
|          | PSB      | 1.177 | 1,70%      | 1        | 5,88%         | +1  |
|          | PR       | 1.107 | 1,60%      | 1        | 5,88%         | +1  |
|          | PRB      | 1.085 | 1,57%      | 1        | 5,88%         | +1  |
|          | PP       | 961   | 1,39%      | 1        | 5,88%         | -1  |
|          | PSDC     | 789   | 1,14%      | 1        | 5,88%         | +1  |